# Stronia
Die Stronia ist ein Berg in den polnischen Mittleren Pieninen, einem Gebirgszug der Pieninen, mit 663 Metern Höhe. Sie liegt in den Czorsztyner Pieninen. Der Gipfel liegt ungefähr 200 Meter über dem Tal des Dunajec.

## Lage und Umgebung
Die Stronia befindet sich im Hauptkamm der Pieninen. Südöstlich des Gipfels liegt der untere Dunajec-Durchbruch, nördlich liegt das Tal der Krośnica.

## Tourismus
Die Stronia liegt im Pieninen-Nationalpark. Sie ist für Touristen nicht zugänglich, jedoch von allen Seiten gut sichtbar.